# Comuna Amaru, Buzău
Amaru este o comună în județul Buzău, Muntenia, România, formată din satele Amaru (reședința), Câmpeni, Dulbanu, Lacu Sinaia, Lunca și Scorțeanca.

## Așezare
Comuna se află în sud-vestul județului, într-o zonă de câmpie, la limita cu județul Prahova, și este străbătută de șoseaua județeană DJ102H care o leagă de orașul Mizil spre nord, respectiv de DN2 la Căldărușanca către sud.

## Demografie
Componența etnică a comunei Amaru
     Români (89,33%)
     Romi (1,87%)
     Alte etnii (8,8%)
Componența confesională a comunei Amaru
     Ortodocși (89,52%)
     Adventiști (1,05%)
     Alte religii (0,38%)
     Necunoscută (9,04%)
Conform recensământului efectuat în 2021, populația comunei Amaru se ridică la 2.090 de locuitori, în scădere față de recensământul anterior din 2011, când fuseseră înregistrați 2.640 de locuitori. Majoritatea locuitorilor sunt români (89,33%), cu o minoritate de romi (1,87%). Din punct de vedere confesional, majoritatea locuitorilor sunt ortodocși (89,52%), cu o minoritate de adventiști (1,05%), iar pentru 9,04% nu se cunoaște apartenența confesională.

## Politică și administrație
Comuna Amaru este administrată de un primar și un consiliu local compus din 11 consilieri. Primarul, Constantin Croitoru[*], de la Partidul Social Democrat, este în funcție din 2000. Începând cu alegerile locale din 2024, consiliul local are următoarea componență pe partide politice:
|  | Partid                          | Consilieri | Componența Consiliului | Componența Consiliului | Componența Consiliului | Componența Consiliului | Componența Consiliului | Componența Consiliului | Componența Consiliului | Componența Consiliului |
|  | ------------------------------- | ---------- | ---------------------- | ---------------------- | ---------------------- | ---------------------- | ---------------------- | ---------------------- | ---------------------- | ---------------------- |
|  | Partidul Social Democrat        | 8          |                        |                        |                        |                        |                        |                        |                        |                        |
|  | Partidul Național Liberal       | 2          |                        |                        |                        |                        |                        |                        |                        |                        |
|  | Alianța pentru Unirea Românilor | 1          |                        |                        |                        |                        |                        |                        |                        |                        |

## Istorie
Satele comunei au luat naștere pe la 1840, când călugărițele de la mănăstirea Țigănești, care deținea o moșie în zonă, au hotărât să dea locuri de casă pe acest teren. Alți proprietari au procedat similar, deoarece aveau nevoie de mână de lucru. La sfârșitul secolului al XIX-lea, comuna făcea parte din plasa Tohani a județului Buzău și era compusă din satele Amaru, Dulbanu, Miroși, Movileanca, Scorțeanca și Sinaia, având în total 1690 de locuitori care trăiau în 388 de case. În comună funcționau 2 școli (la Amaru și Miroși) și 2 biserici (în aceleași sate). În 1925, comuna era formată din satele Amaru, Dulbanu, Miroși, Miluiți, Sinaia și Scorțeanca, având 2950 de locuitori. În 1931, satele Miroși și Miluiți, denumit acum Bădeni-Miluiți, s-au separat și au format o comună de sine stătătoare.
În 1950, comuna a fost inclusă în raionul Mizil al regiunii Buzău și apoi (după 1952) al regiunii Ploiești. Comuna Bădeni-Miluiți a luat în 1964 numele de Câmpenii, iar în 1968, ambele au redevenit parte a județului Buzău. Comuna Câmpenii a fost desființată și inclusă din nou în comuna Amaru.

## Monumente istorice
Pe teritoriul comunei Amaru, există un singur obiectiv inclus pe lista monumentelor istorice din județul Buzău: situl arheologic de interes local Valea Dulbanului, aflat la nord-vest de satul Dulbanu. Aici s-au descoperit o așezare din perioada Hallstatt (secolele al XII-lea–al V-lea î.e.n.), o așezare și o necropolă aparținând culturii Cerneahov (secolele al III-lea–al IV-lea), precum și o așezare și o necropolă din secolele al IV-lea–al V-lea.